# Metophthalmus carinatus
Metophthalmus carinatus là một loài bọ cánh cứng trong họ Latridiidae. Loài này được Otto Rucker & Otto miêu tả khoa học năm 1978.